# Кеми-Лаппмарк
Кеми-лаппмарк (швед. Kemi lappmark) — один из так называемых лаппмарков на территории Лапландии. До 1808 эта область была частью Швеции, но после русско-шведской войны (1808-1809) отошла к Российской Империи, а с 1917 в составе независимой Финляндии.
Приблизительно соответствует исторической провинции Финляндии Лаппи и северной части современной провинции Лаппи.